# Зябки (Зябковский сельсовет)
Зя́бки (бел. Зябкі) — деревня в Глубокском районе Витебской области Беларуси. Административный центр Зябковского сельсовета. Население — 159 человек (2019).

## География
Деревня находится в 33 км к северо-востоку от райцентра, города Глубокое, стоит на берегу небольшого озера Свядово. Южнее деревни находится ещё одно озеро, Долгое, которое при относительно небольшой площади в 2,6 км² является самым глубоким озером Белоруссии, его глубина 53,6 м. Севернее деревни проходит автомагистраль Р45 на участке Полоцк — Глубокое, ещё одна дорога ведёт из Зябков в направлении посёлка Ушачи. Через Зябки проходит ж/д линия Полоцк — Молодечно, в деревне есть ж/д станция.

## История
Деревня Зябки обязана своим рождением железнодорожной линии Полоцк — Молодечно, которая прокладывалась в 1902—1907 годах как часть транспортного пути Бологое — Великие Луки — Полоцк — Седльце. В 1905 году по участку Полоцк — Молодечно уже пошли поезда. Вокзал станции Зябки был построен в то же время по типовому проекту, хорошо сохранился. Деревня, основанная как поселение при ж/д станции, постепенно росла.
По Рижскому мирному договору (1921 года) Зябки попали в состав межвоенной Польской Республики. С 1939 года — в составе БССР. В деревне Зябки до Второй мировой войны было смешанное население, здесь жили евреи, поляки, белорусы и русские.
Во время немецкой оккупации большинство евреев деревни (около 60 человек) были убиты, спастись удалось единицам. В лесах вокруг деревни в годы оккупации действовали партизаны. Зябки были освобождены в начале июля 1944 года.
В послевоенное время возросла роль грузовой станции, что вызвало рост численности жителей. В 1964 году открыта школа, функционировал колхоз, работали мельница и лесопилка.

## Достопримечательности
- Мельница. Кирпичное здание мельницы построено в 1920-е годы. До недавнего времени функционировало по назначению.
- Брусчатка Ольгертового пути
- Захоронение с рунами расположено на юго-западной окраине деревни, посреди небольшого лесного массива. Оно представляет собой каменный крест, который, как предполагают исследователи, мог быть установлен над чьей-то могилой ещё во времена Древней Руси (точная датировка этого памятника неизвестна). На его поверхность нанесены знаки, которые своими очертаниями напоминают руны.
- Ж/д вокзал. Построен в начале XX века.